# 비젠하라역
비젠하라역(일본어: 備前原駅)은 일본 오카야마현 오카야마시 기타구에 위치한 서일본 여객철도 쓰야마 선의 철도역이다. 단선 승강장 1면 1선의 구조를 갖춘 지상역이다.

## 이용 현황
| 승차 인원 추이 | 승차 인원 추이 |
| 연도           | 1일 평균       |
| -------------- | -------------- |
| 1999           | 134            |
| 2000           | 122            |
| 2001           | 121            |
| 2002           | 108            |
| 2003           | 98             |
| 2004           | 96             |
| 2005           | 91             |
| 2006           | 83             |
| 2007           | 102            |
| 2008           | 104            |
| 2009           | 96             |
| 2010           | 93             |
| 2011           | 91             |
| 2012           | 95             |
| 2013           | 86             |
| 2014           | 97             |

## 역 주변
- 아니모 박물관

## 역사
- 1927년
  - 4월 1일 : 주고쿠 철도 다마가시 역 - 호카이인 역 구간에, 하라 가정류장으로서 설치.
  - 10월 1일 : 잠정 폐지.
- 1928년 2월 20일 : 재개업.
- 1929년 6월 20일 : 하라 가승강장이 격상된 형태로 하라 정류장 개업.
- 1944년 6월 1일 : 주고쿠 철도의 철도 부문이 국유화되어, 국유철도 쓰야마 선 소속으로 함. 동시에 역으로 승격해, 비젠하라역으로 개칭.
- 1987년 4월 1일 : 일본국유철도 분할 민영화에 의해, 서일본 여객철도가 승계.

## 인접 역
| 서일본 여객철도 ■ 쓰야마 선 | 서일본 여객철도 ■ 쓰야마 선 | 서일본 여객철도 ■ 쓰야마 선 |
| --------------------------- | --------------------------- | --------------------------- |
| 다마가시 쓰야마 방면        | ■ 보통                      | 호카이인 오카야마 방면      |